# James Moss and Co
«James Moss and Co.» — судоходная компания Великобритании, которая существовала с 1833 до 1934 года.Компания имеет 59 кораблей.

Корабли 1 SS unaIt (Русский. СС Юнайт) киль был заложен 5 ноября 1834года. Выведен из эксплуатации 10 апреля 1840 в результате пожара на борту.

## История

### «Moss & Hampson»
В 1815 году Джеймс Мосс, шипчандлер в Ливерпуле, имел интерес к торговле со средиземноморскими портами. Он был принят в партнерство Томасом Хэмпсон и компания получила названание «Moss & Hampson». В 1833 году партнёрство было распущено.

### «James Moss and Co.»
- 1833 год - Когда  в 1833 году партнерство распалось, Мосс в сотрудничестве со своим племянником Уильямом Мосс и с Ричардом Спенсер формируют новую компанию «James Moss and Co.».[1][2] Компания использовала парусные корабли на своих маршрутах до 1849 года, когда был построен первый пароход для «James Moss and Co.».[2]
- 1846 - «James Moss and Co." всегда в первую очередь была перевозчиком грузов и в 1846 году выиграла на отмене «Зерновых законов» (англ. Corn Laws)[3], что способствовало импорту зерна в Великобританию.[2]
- 1849 - На верфи Уильяма Дэнни построили первый пароход для компании «James Moss and Co.», который назвали "Nile", 500 тонн и 120 лошадиных сил. До этого в компании были только парусные суда.[1][2]
- В 1854 году общий сервис компании «John Bibby & Sons» в направлении Левант, Константинополь и Бейрут был начат в ассоциации с Джеймсом Мосс (англ.  James Moss), для которого была сформирована «Levant Screw Steam Shipping Co.». Суда «John Bibby, Sons and Co.» "Albanian" и "Corinthian", дымовые трубы которых окрашены в жёлтый цвет, располагались лагом к пароходам Джеймса Мосса на данном маршруте.[4][5]
- 1855 году или позже, после смерти племянника Джеймса Мосса, оставшиеся в живых партнеры решили воспользоваться «Законом об ограниченной ответственности» 1855 года (англ. Limited Liability Act 1855), и зарегистрировали «Moss Steamship Co. Ltd.» вместе с «James Moss and Co.», продолжая управления пароходами.[2][1]
- 1861-1865 годы - «James Moss and Co.» всегда в первую очередь была перевозчиком грузов и также выиграла на Гражданской войне в США 1861-1865 годов, которая заставила нуждающихся в хлопке прядильщиков с Ланкашира рассчитывать на Египет ради высококачественного длинноволокнистого хлопка. Все это было хорошо для торговли с Средиземноморьем в обе стороны и к середине 1860-х годов «James Moss and Co.» имела дюжину пароходов в полной готовности.[2]
- 1916 - Обе Moss компании были захвачены «Royal Mail Steam Packet Company Ltd.». Первая мировая война стала катастрофой для «Moss Steamship Co. Ltd.», которая потеряла все, кроме двух своих судов, и в том числе были потеряны два новых судна, которые были поставлены в этот период.[2][1]
- 1919 - «Royal Mail» использует «Moss Steamship Company» для приобретения «J & P Hutchison Ltd.»,[2][1] - старая установившаяся торговая линия Шотландия-Ирландия-Франция.[2]
- 1934 год - После ликвидации группы «Royal Mail» в 1934 году была сформирована "J & P Hutchison.»[1] Однако, это не произошло до послевоенного экономического спада и финансового распада «Royal Mail Group», что стало очевидным для слияния двух компаний, «Moss Steamship Co. Ltd.» и «J & P Hutchison Ltd.», чтобы сформировать «Moss Hutchison Line Ltd.»[2]